# Фріц Вітт
Фріц Вітт (нім. Fritz Witt; 27 травня 1908, Гогенлімбург — 14 червня 1944, Вено) — німецький офіцер Ваффен-СС, бригадефюрер СС і генерал-майор Ваффен-СС, кавалер Лицарського хреста Залізного хреста з Дубовим листям.

## Ранні роки
Фріц Вітт народився 27 травня 1908 року в місті Гогенлімбург в родині комівояжера і сам, після закінчення реального училища, також обрав для себе цю суто мирну професію. У 1925—1933 рр. Вітт працював комівояжером, представляючи продукцію кількох текстильних фірм. Однак потім його життя круто змінилося. 1 грудня 1931 Фріц Вітт вступив в НСДАП (партійний квиток № 816 769) і в СС (службове посвідчення № 21 518) і був зарахований до лав 1-го штурму 30-го штандарта СС, дислокованого в місті Гаґен.
17 березня 1933 Фріц вступив добровольцем в штабну охорону СС «Берлін», на базі якої у 1934 році було розгорнуто полк особистої охорони фюрера Лейбштандарт СС «Адольф Гітлер», і незабаром був призначений командиром 2-ї роти Лейбштандарту СС. 9 вересня 1934 року Вітт став Оберштурмфюрером СС і 12 січня переведений із Лейбштандарта в штандарт СС «Дойчланд», в рядах якого командував 3-ю ротою.

## Друга світова війна
Фріц Вітт відзначився в ході Польської кампанії і в вересні 1939 року удостоївся нагородження Залізним хрестом 2-го, а потім і 1-го класу. 1 жовтня 1939 року він був призначений командиром I батальйону піхотного полку СС «Дойчланд». В ході Французької кампанії 1940 року Вітт, який проявив себе видатним командиром, був високо оцінений Феліксом Штайнером і 4 вересня 1940 був нагороджений Лицарським хрестом Залізного хреста.
16 жовтня 1940 року Фріц Вітт був знову переведений в «Лейбштандарт СС Адольф Гітлер» і 26 березня 1941 призначений командиром I батальйону полку «ЛССАГ». У складі Лейбштандарта він брав участь в кампанії проти Греції, а потім — в боях на німецько-радянському фронті. З 1 липня 1942 Фріц командував 1-м панцергренадерським полком СС «Лейбштандарт СС Адольф Гітлер». 1 березня 1943 за бойові заслуги у ході третьої битви за Харків Вітт був нагороджений Дубовим листям до Лицарського хреста Залізного хреста.
24 червня 1943 Фріц Вітт став першим командиром 12-ї танкової дивізії СС «Гітлерюгенд», сформованої в основному з членів організації гітлерівської молоді. В ході боїв з англо-американськими військами, що висадилися в Нормандії, Бригадефюрер СС Фріц Вітт був убитий 14 червня 1944 року в районі Вено, поблизу міста Кана, артилерійським снарядом, випущеним з корабельної гармати британського флоту.

## Звання
- Труппфюрер СС (17 березня 1933)
- Гаупттруппфюрер СС (3 вересня 1933)
- Штурмфюрер СС (1 жовтня 1933)
- Оберштурмфюрер СС (9 вересня 1934)
- Гауптштурмфюрер СС (1 червня 1935)
- Штурмбаннфюрер СС (25 травня 1940)
- Оберштурмбаннфюрер СС (27 листопада 1941)
- Штандартенфюрер СС (30 січня 1943)
- Оберфюрер СС (1 липня 1943)
- Бригадефюрер СС і генерал-майор Ваффен-СС (20 квітня 1944)

## Нагороди
- Цивільний знак СС (№9 667)
- Почесний кут старих бійців
- Йольський свічник (16 грудня 1935)
- Кільце «Мертва голова» (1 грудня 1937)
- Почесна шпага рейхсфюрера СС (1 грудня 1937)
- Німецька імперська відзнака за фізичну підготовку в бронзі
- Спортивний знак СА в бронзі
- Медаль «У пам'ять 13 березня 1938 року» (1 березня 1939)
- Медаль «У пам'ять 1 жовтня 1938» (22 травня 1939)
- Медаль «За вислугу років у НСДАП» в бронзі (10 років)
- Залізний хрест (1939)
  - 2-го класу (19 вересня 1939)
  - 1-го класу (25 вересня 1939)
- Лицарський хрест Залізного хреста з Дубовим листям
  - Лицарський хрест (№ 199; 4 вересня 1940) як штурмбаннфюрер СС і командир I батальйону піхотного полку СС «Дойчланд»
  - Дубове листя (№ 200; 1 березня 1943) як штандартенфюрер СС і командир 1-го панцергренадерського полку СС «Лейбштандарт СС Адольф Гітлер»
- Медаль «За вислугу років у СС» 4-го і 3-го ступеня (8 років; 23 червня 1941) — отримав обидві медалі одночасно
- Німецький хрест в золоті (8 лютого 1942) як оберштурмбаннфюрер СС і командир I батальйону полку СС «Лейбштандарт СС Адольф Гітлер»
- Штурмовий піхотний знак в бронзі (23 лютого 1942)
- Орден «За хоробрість» 4-го ступеня, 1-й клас (Болгарія; 10 липня 1942)
- Офіцер ордена Зірки Румунії на стрічці «За хоробрість» з мечами (16 липня 1942)
- Медаль «За зимову кампанію на Сході 1941/42» (4 вересня 1942)